# Hoàng Ninh
Hoàng Ninh is een xã in huyện Việt Yên, een district in de Vietnamese provincie Bắc Giang.
Hoàng Ninh ligt ten zuidoosten van Bích Động, de hoofdplaats van het district.